# Enrique Louzado Moriano
Enrique Louzado Moriano (Villanueva de la Sierra, 24 d'abril de 1933) és un investigador i poeta en castellà i extremeny del segle xx.
Va ser profesor auxiliar de lletres i va estudiar al seminaris de Còria i Càceres. En este últim va ser ordenat sacerdot en 1958, però es va acabar secularitzant i va començar a treballar com a mestre en un col·legi privat de Plasència. A més de la seua tasca com a docent, va escriure en nombroses revistes, com Valbón, Alconétar o Alcántara i també en el periòdic Extremadura.
Va participar en el I Congrés sobre l'extremeny, i va ser un dels fundadors de l'Associació Cultural "Estudio y Divulgación del Patrimonio Lingüístico Extremeño" (APLEX).
Va guanyar la Cereza de Oro del Valle del Jerte en la II Fiesta del Cerezo en Flor. Va guanyar el primer premi en el concurs poètic Ruta de la Plata en la tercera i novena edicions amb Llanto i Otra vez vida respectivament, i el accesit en la cinquena edició amb Capullino sonrosado.
Va publicar Señales de los pasos i Tu espiga crecida. Les seus obres principals van ser publicades en diverses antologies com en la Primera Antología de Poesía Extremeña, Cantores de la Virgen de la Montaña o Antología (de la poesia espanyola dels anys 1960 i 1970).